# WinDVD
WinDVD est un logiciel commercial de lecture Blu-ray et de DVD pour Microsoft Windows.
WinDVD reconnaît presque tous les formats audio et vidéo, dont le DivX.